# 費登

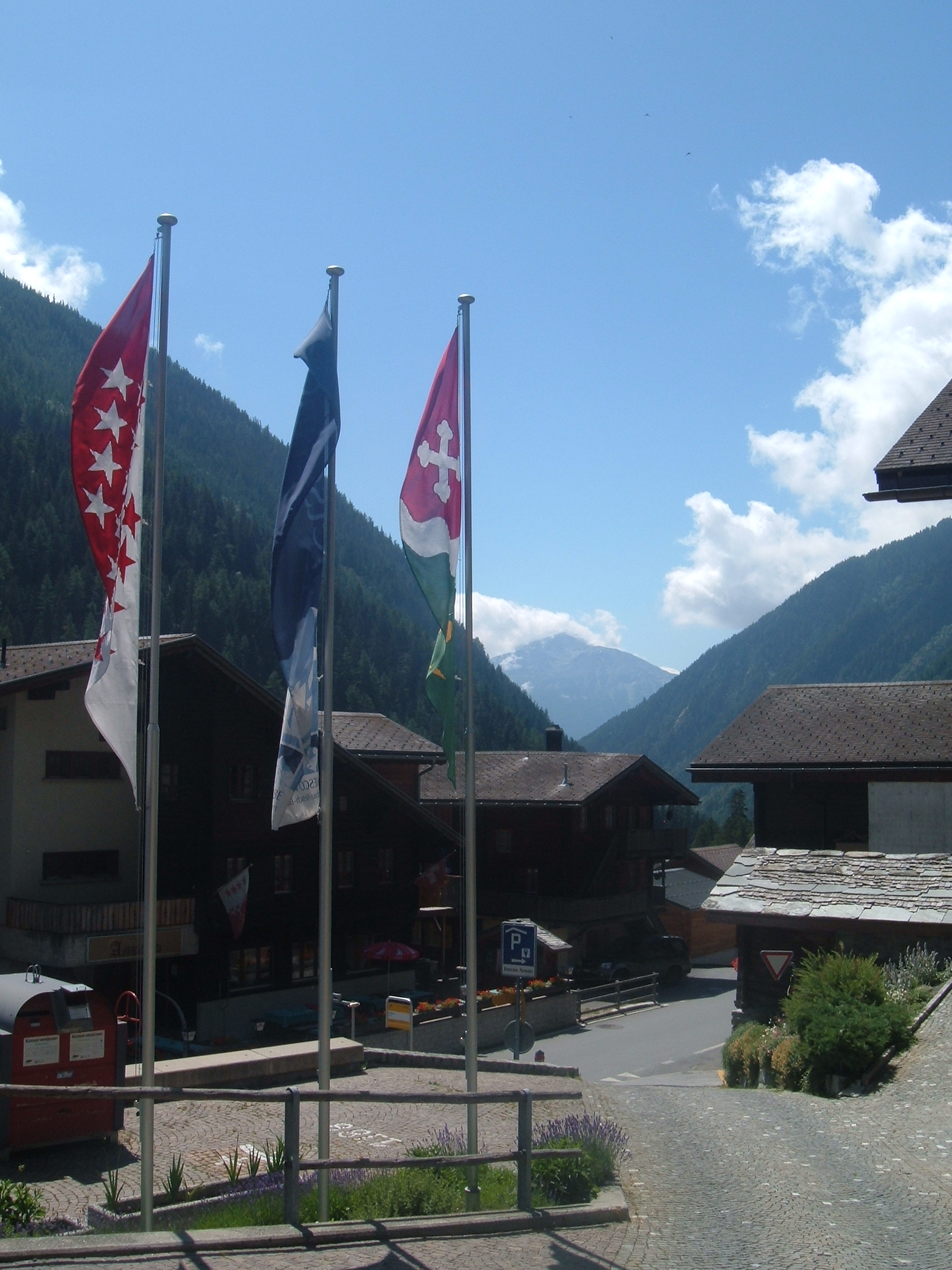

費登是瑞士的城鎮，位於該國南部，由瓦萊州負責管轄，面積27.92平方公里，海拔高度1,389米，2011年人口260，九成半人口信奉羅馬天主教，人口密度每平方公里9人。